# IHeartRadio Music Awards 2014
La prima edizione degli iHeartRadio Music Awards si è svolta il 1º maggio 2014 presso lo Shrine Auditorium di Los Angeles. 

## Vincitori
Lista parziale delle categorie con relativi vincitori:
- Artista dell'anno: Rihanna
- Canzone dell'anno: Rihanna feat. Mikky Ekko - Stay
- Miglior collaborazione: Pitbull feat. Kesha - Timber
- Miglior nuovo artista: Lorde
- Canzone country dell'anno: Blake Shelton - Boys 'Round Here
- Canzone hip hop/R&B dell'anno: Rihanna - Pour It Up
- Canzone EDM dell'anno: Avicii - Wake Me Up